# Líquido de Bürow
O líquido de Bürow (solução de Bürow, solução de acetato de alumínio) é uma solução utilizada em dermatites, queimaduras e exsudações cutâneas. É um líquido antisséptico e adstringente, composto por acetato de alumínio e água.
A conservação do líquido de Bürow deve ser realizada em vidro âmbar, abaixo da temperatura de 25°C, sem incidência luminosa.